# 김동근 (1970년)
김동근(金東根, 1970년 1월 23일 ~ )은 대한민국의 제6대 경상남도 김해시의원이며, 경상남도 고성군 출신이다.

## 학력
- 대양공업고등학교 졸업
- 한국방송통신대학교 경제학과 학사 졸업
- 인제대학교 산업공학과 전과 졸업
- 2012.03 ~ 2014.09 인제대학교 경영통상학과 3학년 제적

## 경력
- 제조업 대표
- 노사모 회원
- DK코퍼레이션 대표
- 장유발전협의회 이사
- 장유고등학교 운영위원
- 김해시 배구협회 부회장
- 장유지구대 생활안전협의회 위원
- 김해시 학교급식지원센터 설립추진위원
- 2008 경상남도 김해시의회 후보
- 2008 민주당 경남도당 김해시 을 청년위원회 위원장
- 2009 장유면 신도시 청년회 회장
- 2010.07 ~ 2014.06 제6대 경상남도 김해시의회 의원
- 2010.07 ~ 2012.07 제6대 경상남도 김해시의회 전반기 자치행정위원회 위원
- 2010.07 ~ 2012.07 제6대 경상남도 김해시의회 전반기 의회운영위원회 위원
- 2010.07 ~ 2012.07 제6대 경상남도 김해시의회 전반기 사회산업위원회 위원
- 2010.07 ~ 2012.07 제6대 경상남도 김해시의회 전반기 도시건설위원회 위원
- 2010.07 ~ 2012.07 제6대 경상남도 김해시의회 전반기 예산결산특별위원회 간사
- 2012.07 ~ 2014.06 제6대 경상남도 김해시의회 후반기 의회운영위원회 의원
- 2012.07 ~ 2014.06 제6대 경상남도 김해시의회 후반기 자치행정위원회 위원
- 2012.07 ~ 2014.06 제6대 경상남도 김해시의회 후반기 예산결산특별위원회 위원

## 역대 선거 결과
|  | 36.48% |

|  | 26.68% |

|  | 6.10% |